# Gigantes (Marvel Comics)
Son diferentes tipos de gigantes ficticios que aparecen en los cómics estadounidenses publicados por Marvel Comics. Los más populares son los Gigantes de Jotunheim, una raza ficticia de personas basadas en los gigantes de las leyendas nórdicas reales.
Los Gigantes del Hielo aparecen en la película del Universo cinematográfico de Marvel Thor (2011).

## Historia de publicación

### Gigantes de Jotunheim
Los gigantes de la tormenta aparecieron por primera vez en Journey into Mystery #100 (enero de 1964), y fueron creados por Stan Lee y Jack Kirby; los gigantes de hielo y los gigantes de escarcha aparecieron por primera vez en Journey into Mystery #101 (febrero de 1964); gigantes de la helada aparecieron por primera vez en Balder the Brave #1 (diciembre de 1985).
Ymir apareció por primera vez en Journey into Mystery #97 (octubre de 1963); el primer Verdugo apareció por primera vez en Journey into Mystery #103 (abril de 1964); Laufey apareció por primera vez en Journey into Mystery #112 (enero de 1965); estos personajes fueron creados por Stan Lee y Jack Kirby.
Utgard-Loki apareció por primera vez en Thor #272 (junio de 1978), y fue creado por Roy Thomas y John Buscema. Fasolt y el segundo Fafnir apareció por primera vez en Thor #294 (abril de 1980), y fueron creados por Roy Thomas, Keith Pollard, y Chic Stone. El segundo Hagen apareció por primera vez en Balder the Brave #2 (enero de 1986), y fue creado por Walt Simonson y Sal Buscema. Grundroth apareció por primera vez en Thor #378 (abril de 1987), y fue creado por Walt Simonson y Sal Buscema. Siggorth apareció por primera vez en Thor #381 (julio de 1987), y fue creado por Walt Simonson y Sal Buscema.
Brimer, Rey de los Gigantes de la Tormenta, y Skagg el más grande de los gigantes de la tormenta apareció por primera vez en Journey into Mystery #104 (mayo de 1964). Nedra, Reina de los gigantes de la montaña, apareció por primera vez en Journey into Mystery #105 (junio de 1964). Arkin el Débil y Knorda el gigante de la tormenta apareció por primera vez en Journey into Mystery #109 (octubre de 1964). Ghan el gigante de la tormenta apareció por primera vez en Journey into Mystery #113 (febrero de 1965). Kaggor el gigante de la tormenta apareció por primera vez en Thor #193 (noviembre de 1971).
Los Gigantes de Jotunheim recibieron una entrada en el Official Handbook of the Marvel Universe Update '89 #3.

## Biografía ficticia

### Gigantes de Jotunheim
Los Gigantes de Jotunheim son enormes seres que residen en el reino de otra dimensión de Jotunheim, uno de los Nueve Mundos de la cosmología asgardiana. Ellos son los enemigos tradicionales de los Dioses de Asgard, con los que han combatido una y otra vez durante milenios, tratando de llevar la noche eterna a Asgard. Cada uno de los gigantes puede variar desde 6 metros a 9 metros de altura.
El primero de los gigantes fue el Gigante de Hielo, Ymir, que existió antes que cualquiera de los asgardianos. Luchó contra Odín pero fue encarcelado en un anillo de fuego. Muchas razas diferentes de gigantes surgieron en Jotunheim, incluidos los Gigantes de la Helada, los Gigantes de Hielo, los Gigantes de la Montaña, los Gigantes de la Escarcha, y los Gigantes de la Tormenta.
- Los Gigantes de la Helada son los descendientes directos de Ymir, y su monarca es Utgard-Loki. El Gigante Laufey fue otro monarca que murió en batalla contra los asgardianos. En homenaje a la valentía de Laufey, Odín adoptó al pequeño hijo del gigante, Loki, que a menudo intentó derrocar a Odín y se convirtió en el dios del mal. Otros dos gigantes de notar eran Fafnir II y Fasolt (ambos fallecidos), que construyó el palacio de Odín en Valhalla, a cambio de una diosa, y luchó por un anillo mágico y el tesoro que se le dio a la diosa al ser liberada, lo que lleva a la muerte de Fasolt. Fafnir se convirtió en un dragón, pero más tarde fue asesinado por el nieto de Odín, Siegfried. Skurge el Verdugo es otro famoso gigante que pasó de ser un villano a un héroe. Skagg fue liberado una vez por Loki, pero fue derrotado y vuelto a encarcelar por Odín, Thor y Balder.[1]

- Los Gigantes de Hielo son gigantes que están hechos de hielo. Esta es la clase que se asocia con Ymir. Los Gigantes de Hielo son los seres vivos más antiguos de los Nueve Reinos y también los antepasados de los Gigantes de la Helada.[2]

- Los Gigantes de la Montaña también han luchado con frecuencia con los asgardianos durante su historia. Los Gigantes de la Montaña una vez fueron guiados a una trampa cuando Odín desterró aparentemente a Thor de Asgard.[3]

- Los Gigantes de la Escarcha son los descendientes de Ymir. La mayoría de ellos se habían ahogado cuando Ymir fue asesinado. Algunos de ellos sobrevivieron y residieron en Jotunheim donde se convirtieron en los antepasados de los Gigantes de la Helada.[4]

- Los Gigantes de la Tormenta habitan en las regiones montañosas de Jotunheim. Han luchado con frecuencia con los asgardianos durante su historia. Uno de ellos, Skagg, fue encarcelado en un anillo de fuego por Odín. Fue liberado con Surtur por Loki y atacó la Tierra, donde estaba Odín. Sin embargo, fue derrotado por Odín a pesar de que Loki trataba de renovarlo.[5]

- Se menciona a los Gigantes de Roca como una raza de gigantes de piel de roca.[6] En un momento, Gárgola Gris se hizo pasar por un gigante de roca donde usó un Thor petrificado para entrar en Asgard y poder robar su tesoro.[7]

- Los Gigantes del Viento son gigantes que viven en la Tierra de los Gigantes del Viento en algún lugar lejos de Varinheim y Ringsfjord. Dos Gigantes del viento son testigos de la señal de que el Torneo de titanes de Odín va a comenzar.[8]

- Se dice que los Gigantes de Lard comen humanos.[9]

- Se dice que los Gigantes de la Sombra poseen alas.[9]

- Se dice que los Gigantes de Salmuera usan barcos destrozados para construir sus chabolas.[9]

### Gigantes del Olimpo
Los Gigantes del Olimpo se basan en los Gigantes de la mitología griega. Al igual que en los mitos griegos Gea los fertilizó de la sangre de Urano. Tras la derrota de los Titanes, Gea buscó una manera de hacer inmortales a los Gigantes como los Olímpicos. Para evitar que Gea encuentre una solución a esto, Zeus retuvo a Helios, Eos y Selene del cielo nocturno para que Gea no lo encontrara. Los Gigantes, según profetizó la Titanesa Themis, serían indestructibles y no podrían ser asesinados por un dios o un inmortal. Zeus obtuvo la ayuda de su hijo Hércules para ayudar a luchar contra ellos. Cada uno de los Gigantes perdieron la vida de forma similar que en la mitología griega real. Algunos Gigantes descubrieron una entrada al Olimpo, pero fueron enfrentados por Thor que cayó por la entrada. Después de su regreso Zeus creó una montaña para sellar la entrada.
En los últimos años, un gigante ciego llamado Zeno y un gigante de un brazo llamado Callias se encontró a Hulk cerca de la entrada al Tártaro donde se celebró una comida en honor a sus hermanos que están encarcelados allí. Ellos compartieron su comida con Hulk hasta que fue interrumpida por un ataque de Ares. Este ataque terminó provocando que Hulk atacara el Monte Olimpo cuando Hulk fue convencido por Zeno y Callias que los dioses olímpicos eran sus enemigos. Callias y Zeno reunieron a los Gigantes para romper el sello del Tártaro que terminó liberando a Cronos. Cronos, Callias, y Zeno irrumpieron en el Monte Olimpo para terminar luchando contra Hulk y Hércules. Hércules consiguió matar a Callias y Zeno antes de volver a sellar el Tártaro después de lanzar a Cronos de vuelta al Tártaro.
Algunos años más tarde, Hulk fue invitado al Monte Olimpo como invitado de los olímpicos. Él y Hércules tomaron más adelante un camino donde terminaron combatiendo unos gigantes.

### Gigantes de Shi'ar
Durante la Guerra de Asgard / Shi'ar, la versión de los Shi'ar de los Gigantes se generó del polvo de los dioses Shi'ar Sharra y K'ythri en su Desafío de los Dioses que hicieron los Dioses Shi'ar en la Dioses asgardianos. Los Gigantes Shi'ar lucharon contra la mujer Thor. Ella trató de evitar que cometieran asesinatos indiscriminados en los cuales, al no poder crear la vida, perdió esa ronda ante los Dioses Shi'ar.

## Gigantes conocidos

### Gigantes de la Helada de Jotunheim
- Fafnir -
- Farbauti - La esposa de Laufey.[14]
- Fasolt -
- Laufey -
- Snarr - un gigante de escarcha que fue enviado por Loki para reclamar la gema espacial. Fue asesinado por un resucitado Wolverine.[15]
- Utgard-Loki -

### Gigantes de Hielo de Jotunheim
- Alistro - Un mago gigante de hielo.[16]
- Mroht - un gigante de hielo que se envió para recuperar una amnésica Encantadora.[17]
- Pyllar - un gigante de hielo que liberó a una amnésica Encantadora.[17]
- Snagg - El Señor de los Gigantes de Hielo que intentó sacar a Asgard de los Trolls de Roca.[18]
- Tarook - un gigante de hielo que acompañó a Snagg en su ataque a Asgard.[18]
- Thnat - un gigante de hielo que una vez fue engañado por un Thor y Loki más jóvenes.[19]
- Ymir - El primero de los gigantes de hielo.

### Gigantes de la Montaña de Jotunheim
- Knorda - La Reina de los Gigantes de las Montañas.
- Oggmunder Dragglevadd Vinnsuvius XVII - Un arquero gigante de la montaña que fue enviado como su emisario para la Liga de los Reinos.[20] Fue asesinado por Malekith el Maldito.[9]
- Titanya Vaetilda Vinnsuvius - Una arquera gigante de la montaña de piel azul que se unió a la Liga de los Reinos cuando actuaron de manera independiente del Congreso de los Mundos.[21]

### Gigantes de la Escarcha de Jotunheim
- Bergelmir - El nieto de Ymir, que fue uno de los gigantes de la escarcha que sobrevivieron a la inundación causada por la muerte de Ymir.
- Glump - Un gigante de la rima y el hermano de Kai-Ra.
- Kai-Ra - Un gigante de la escarcha de piel verde y el hermano de Glump.[22]

### Gigantes de la Tormenta de Jotunheim
- Brimer -
- Ghan -
- Verdugo - el hijo de un gigante de la tormenta y una diosa de Skornheim.
- Grondar -
- Hrungnir -
- Kagger -
- Nedra -
- Ogro -
- Skagg -
- Skoll -

### Gigantes del Olimpo
- Agrius -
- Alcyoneus -
- Callias - Un gigante de un solo brazo que es exclusivo de Marvel Comics.
- Enceladus -
- Eurymedon -
- Eurytus -
- Gration -
- Mimas -
- Pallas -
- Polybotes -
- Porphyrion -
- Zeno - Un gigante ciego que es exclusivo de Marvel Comics.

## Otras versiones

### Universo Ultimate
- Los Gigantes de la Helada aparecen una vez más como los secuaces de Loki en Ultimate Comics: Thor. Uno de los más destacados es llamado Mammoth, que es el medio hermano de Loki.[23]

## En otros medios

### Televisión
- Los Gigantes de Hielo aparecen en Spider-Man and His Amazing Friends episodio "La venganza de Loki". El Hombre de Hielo escapa del Mar de Fuego de Asgard y Surtur con "la diosa de hielo" Zerona y le ayuda a recuperar su trono de Ymir, a cambio de información sobre el paradero de Thor. A pesar de amar al Hombre de Hielo, ella le permite irse.
- Los Gigantes de la Helada aparecen en The Avengers: Earth's Mightiest Heroes episodio "Thor el Poderoso", con la voz de J. B. Blanc y Fred Tatasciore. Loki les convence de que los asgardianos los atacarán haciendo que los Gigantes de la Helada ataquen Asgard cuando Odín se encuentra al borde de su Sueño de Odín. Thor los derrota a todos. Durante la Segunda Guerra Mundial, el Cráneo Rojo convocó las criaturas asgardianas a la Tierra y comenzó a convocar a un Gigante de la Helada, pero fue detenido por el Capitán América y Bucky. En el episodio "La caída de Asgard," los Gigantes de la Helada, aliados con Loki, combaten al Hombre Gigante (quien estaba protegiendo a una Avispa inconsciente) hasta que Sif los salvó.
- Los Gigantes de la Helada aparecen en Ultimate Spider-Man de la primera temporada, episodio "Viaje de estudios". Un Gigante de la Helada ataca un museo y Spider-Man, Power Man, Puño de Hierro, Nova y White Tiger luchan contra él hasta que Thor lo derrota. Cuando van a Asgard, se enteran de que los Gigantes de la Helada y Loki han tomado el relevo. Usando las armas forjadas por Eitri, el equipo de Spider-Man y Thor lograron derrotar los Gigantes de la Helada. En la tercera temporada, episodio "El Hombre Araña Vengador, Parte 1 y 2" aparecen con Loki siendo venomizados por el Doctor Octopus, se usaron junto con Ulik y sus compañeros Trolls, algunos Dragones de Hielo y Lobos Fenris como anfitriones. Van en un alboroto en Manhattan hasta que sean derrotados por los Vengadores y los aprendices de S.H.I.E.L.D. liderados por Spider-Man.
- Los Gigantes de la Helada aparecen en el episodio de Hulk y los agentes de S.M.A.S.H., "Hulks sobre Hielo". Laufey lidera a los Gigantes de la Helada en un complot para apoderarse de la Tierra, que también involucraba la liberación de Ymir.

### Películas
- Los Gigantes de Escarcha también aparecen en algunas escenas en la película animada directa a vídeo Hulk Vs, durante el segmento "Hulk vs. Thor".
- Los Gigantes de Escarcha aparecen en la película Thor, y su rey Laufey es interpretado por Colm Feore. Ellos libraron una guerra con Asgard siglos atrás en la que perdieron el Cofre de los Antiguos Inviernos. Cuando Thor viaja a Jotunheim _ viola un tratado al atacar a los Gigantes de Escarcha. Loki, una vez hecho gobernante durante el Sueño de Odín, acepta ayudar a Laufey a asesinar a Odín. Cuando Laufey entra en la cámara de Odín, sin embargo, Loki traiciona y mata a Laufey. Luego trata de destruir Jotunheim pero es detenido por Thor destruyendo el Bifrost.[24][25]
- Los Gigantes de Escarcha aparecen en la película Thor: Tales of Asgard, con la voz de Michael Dobson (como Geirmarr) y John Novak (como el Rey Thrym).

### Videojuegos
- Los Gigantes de Escarcha aparecen como enemigos en Marvel: Ultimate Alliance.
- Los Gigantes de Escarcha aparecen como enemigos en Thor: God of Thunder.
- Los Gigantes de Escarcha aparecen como enemigos en Marvel: Avengers Alliance, incluyendo los Jotun Aufeis, los Jotun Berserkers, los Jotun Caciques, los Jotun Escarcha, los Jotun Elaborajielo, los Jotun Forjahielo, los Jotun Escarchahelada, y los Jotun Guerreros.
- Los Gigantes de Escarcha aparecerán en Lego Marvel Super Heroes.[26]